# Tomasz Gertner
Tomasz Gertner (ur. w 1743 we Lwowie, zm. 20 marca 1812) — polski malarz pochodzenia niemieckiego.

## Życiorys
Urodził się w 1743. Został ochrzczony 13 grudnia 1743 w katedrze rzymskokatolickiej we Lwowie (świadkowie – rzeźbiarz Georg Michael Würtzer i Franciszka Majerowa, żona malarza Josefa Majera). Jego ojcem był rzeźbiarz Johann Georg Gertner (zm. ok. 1759), matką zaś nieznana z nazwiska Anna. Zamieszkiwał na terenie jurydyki Wszystkich Świętych. Tomasz Gertner był uczniem i najbliższym współpracownikiem lwowskiego malarza Stanisława Stroińskiego (Stroynickiego). Zmarł 20 marca 1812 w wieku 69 lat.
10 maja 1772 ożenił się z Anną, córką lwowskiego rzeźbiarza, Rusina Szymona Starzewskiego i jego żony Agnieszki (świadkowie – malarze Stanisław i Marcin Stroińscy, rzeźbiarz Jan Obrocki). Dzieci:
- Jacek (1774—21.8.1781),
- Antoni Feliks Daniel (1777—24.8.1778),
- Franciszka (1778—?),
- Konstancja (1780—?), żona architekta Franciszka Ksawerego Kulczyckiego,
- Tomasz (1784—?),
- Brygida Pelagia (1786—?),
- Agnieszka Katarzyna (1789—6.3.1792),
- Józefa Zofia (1791—18.5.1796),
- Agnieszka Katarzyna (1793—?)[4].

## Prace
Stanisław Stroiński i Tomasz Gertner współpracowali przy dekoracji:
- kościoła parafialnego p.w. Św. Stanisława i Krzysztofa w Hussakowie[10],
- kościoła Franciszkanów w Przemyślu[10].